# Beta barel
Beta barel je velika beta ravan koja je uvijena u namotaj tako da je u formiranoj zatvorenoj strukturi prvi prvi lanac vodonično vezan za poslednji. Beta-lanci u beta-barelima su tipično raspoređeni na antiparalelan način. Barelne strukture su često prisutne u porinima i drugim proteinima koji premoštavaju ćelijske membrane, kao i u proteinima koji vezuju hidrofobne ligande unutar barelnog centra, na primer u lipokalinima. Porinu slične barelne strukture kodira mnoštvo gena, do 2–3% gena kod gram-negativnih bakterija.
U mnogim slučajevima lanci sadrže naizmenične polarne i hidrofobne aminokiseline, pri čemu su hidrofobni ostaci orijentisani ka unutrašnjosti barela i formiraju hidrofobno jezgro, dok su polarni ostaci orijentisani ka spoljašnjoj površini barela koja je u dodiru sa rastvaračem. Porini i drugi membranski proteini koji sadrže beta barele imaju reverzni patern, tako da su hodrofobni ostaci orijentisani ka spoljašnjosti gde su u kontaktu sa okružujućim lipidima, dok su hidrofilni ostaci orijentisani kao unutrašnjosti pore.
Beta-bareli se mogu klasifikovati na osnovu dva celobrojna parametra: broju lanaca u beta-ravni, n, i „broja zakrivljenosti“, S, meri zanošenja lanaca u beta-ravni. Ta dva parametra (n i S) su srodna sa uglom inklanacije beta lanaca relativno na osu barela.

## Literatura
- Branden C, Tooze J. Introduction to Protein Structure (2nd изд.). Garland Publishing: New York, NY. 1999. ISBN 978-0-8153-2304-4. . .

## Spoljašnje veze
-{
- Explanation of all-beta topologies Архивирано на веб-сајту  (12. мај 2021): "orthogonal beta-sandwiches" are beta-barrels (as defined in this article); "aligned" beta-sandwiches" correspond to beta-sandwich folds in SCOP classification.
- all-beta folds in SCOP database (folds 54 to 100 are water-soluble beta-barrels).
- General classification and images of protein structures from Jane Richardson lab
- Images and examples of transmembrane beta-barrels
- Stockholm Bioinformatics Center review of transmembrane proteins
- The Lipocalin Website

}-